# 国民之友
『国民之友』（國民之友、こくみんのとも）は、1887年（明治20年）創刊、1898年（明治31年）廃刊の月刊雑誌（一時週刊となった）。発刊元は徳富蘇峰の設立した言論団体の民友社である。

## 概要
『国民之友』は、徳富猪一郎（蘇峰）によって1887年（明治20年）2月15日に創刊され、1898年（明治31年）8月の第372号をもって廃刊された民間雑誌で、日本初の総合雑誌である。
発行者は民友社（東京市京橋区日吉町）であり、その設立にあたっては姉の初子の夫である地方政治家・実業家の湯浅治郎の協力を得ており、民友社には弟の徳富健次郎（蘆花）はじめ山路愛山・竹越与三郎・国木田哲夫（独歩）らが入社した。なお、民友社からは、1891年（明治24年）5月の『国民叢書』、1892年（明治25年）9月の『家庭雑誌』、1896年（明治29年）2月の『国民之友英文之部』（のち『欧文極東』 The Far East ）が、それぞれ創刊されている。
『国民之友』の誌名は、蘇峰が同志社英学校時代に愛読していたアメリカの週刊誌『ネイション』（The Nation）から採用したものだといわれており、雑誌の表紙には誌名とともに「THE NATION'S FRIEND」「政治社会経済及文学之評論」と記されていた。創刊当初は月刊であったが、まもなく月2回発行となり、1889年（明治22年）から1895年（明治28年）にかけては月3回、1896年（明治29年）から1897年（明治30年）7月末までは週刊となり。その後は月刊にもどった。表紙挿絵は、1890年（明治23年）からは洋画家原田直次郎が手がけた。
この雑誌は、民権論者であった徳富蘇峰が、「人民全体ノ幸福ト利益」を主張する「平民主義」を掲げて独力で発行したものであり、明治維新や国会開設運動の激動期を経た明治20年代の思想界・言論界に多大な影響を与えた。平民主義とは「平民的欧化主義」とも称され、同誌によれば、「武備ノ機関」に対して「生産ノ機関」を重視し、「生産ノ機関」を中心とする自由な生活社会・経済生活を基盤としながら、個人に固有の天賦人権の尊重と平等主義が横溢する社会の実現をめざすという、「腕力世界」に対する批判と生産力の強調を含むものであり、自由主義、平等主義、そして平和主義を特徴としていた。
『国民之友』はまた、西洋諸国に範をとった日本近代化の必然性を強く説きつつも、政府の推進する「欧化主義」に対しては「貴族的欧化主義」と批判、三宅雪嶺・志賀重昂・陸羯南ら政教社の掲げる国粋主義（国粋保存主義）に対しても、国民の自由拡大と生活向上のためには上（政府・貴族）からではなく、下（平民）からの西洋化（開化）が必要だとの平民的急進主義の主張を展開していた。これは、当時の藩閥政府のみならず民権論者のなかにしばしばみられた国権主義や軍備拡張主義に対しても批判を加えるものであり、富国強兵、鹿鳴館、徴兵制、国会開設に沸きたっていた当時の日本社会に警鐘を鳴らすものとして世論の注目を浴び、その急進的な社会改良の主張は、時宜にかなって多くの読者を得た。こうして『国民之友』は政教社発行の『日本人』とともに明治20年代を代表する評論雑誌となったが、売れ行きにおいては、はるかに『日本人』をしのいだ。1893年（明治26年）には、平民叢書第6巻として『現時之社会主義』を発刊するなど社会主義思想の紹介もおこなっている。また、陸奥宗光が全面対等主義にもとづいて条約改正交渉にあたろうとしていたとき、『国民之友』1893年5月23日号は、真の平等を勝ち取るためには国民的な運動によって現行条約を「正当」に励行しなければならないとし、さらに、現行条約の励行が外国人にとっても不合理であることを悟らせ、外国の側から条約改正を求められてこそ対等条約が実現するであろうという現行条約励行運動を主張し、当時の政局に大きな影響をあたえた。
ところが、日清戦争前後、あるいは戦後の下関条約に対するロシア・フランス・ドイツなどの三国干渉を機に蘇峰が国家主義的言論に転じたため、民友社の刊行物は読者に支持されなくなっていった。三国干渉ののち、蘇峰は民友社社員の深井英五をともなって欧米巡歴をおこない、その帰国直後の1897年（明治30年）、第2次松方内閣の内務省勅任参事官に就任して従来の強固な政府批判の論調をゆるめると、反政府系の人士より、その「変節」を非難された。蘇峰は「予としてはただ日本男子としてなすべきことをなしたるに過ぎず」と述べたが、田岡嶺雲は蘇峰に対し「一言の氏に寄すべきあり、曰く一片の真骨頂を有てよ。説を変ずるはよし、節を変ずるなかれと」と記して批判し、社会主義者堺利彦もまた「蘇峰君は策士となったのか、力の福音に屈したのか」とみずからの疑念を表明した。
1898年（明治31年）には『国民之友』の不買運動もおこって、売り上げが急に落ち込み、蘇峰は同年8月『国民之友』『家庭雑誌』『欧文極東』を廃刊して、その言論活動を自身の創刊した国民新聞社の『國民新聞』に合併せざるをえなくなった。
しかしながら、この雑誌は、単に政治・社会評論において当時の日本に大きな影響を与えたのみならず、文学論、創作、詩、史学・史論など文化の面においてもきわめて著大な影響をあたえた。執筆陣には内村鑑三、新渡戸稲造、横山源之助、田口卯吉、中江兆民ら当代一流とみなされる知識人が動員され、二葉亭四迷、山田美妙、森鷗外らの創作や文学論、山路愛山や福地源一郎ら民間史家の論も注目された。

## 『国民之友』と文学
『国民之友』は文学の領域にも力を入れ、当時の一流文学者や新進作家で同誌上に名を出さなかった者はまれであったと評されるほどであり、近代文学史上に大きな足跡を残している。
1889年（明治22年）の坪内逍遙の『細君』、山田美妙の『胡蝶』、1890年（明治23年）の森鷗外の『舞姫』、幸田露伴の『一口剣』、1896年（明治29年）の樋口一葉の『わかれ道』、泉鏡花の『琵琶伝』、1897年（明治30年）の国木田独歩の『独歩吟』などは、いずれも『国民之友』誌上に発表されたものである。
翻訳文学としては、1888年（明治21年）の二葉亭四迷の『あひびき』（イワン・ツルゲーネフ原作）や、1889年（明治22年）に夏期付録として出版された森鷗外・落合直文・市村讚次郎・井上通泰・小金井喜美子共同による訳詩集『於母影』が特に有名である。
他には、
- チャールズ・ディケンズ
  - 森田思軒『伊太利の囚人』（1891年）
  - 内田魯庵『黒頭巾』（1891年）
  - 若松賤子『雛嫁』（1892年）
- ウォルター・スコット
  - 石川残月庵『喇叭の声』（1894年）
- ウィリアム・ワーズワース
  - 山田美妙『韻文、山の翁』（1891年）
- ジョージ・ゴードン・バイロン
  - 落合直文『いねよかし』（1889年）
- ワシントン・アーヴィング
  - 内田魯庵『窮乏操觚者』（1891年）
  - 森田思軒『肥大紳士』（1893年）
- ナサニエル・ホーソーン
  - 森田思軒『用達会社』（1892年）
- エンゲル
  - 森田思軒『滑稽氏』（1897年）
  - 森田思軒『不思議の後家』（1897年）
- アディソン
  - 森田思軒『一シリング銀貨の履歴』（1893年）
- エッヂワース
  - 森田思軒『千人会』（1893年）
- ヴィクトル・ユーゴー
  - 森田思軒『隨見録』（1888年）
  - 森田思軒『探偵ユーベル』（1889年）
  - 森田思軒『クラウド』（1890年）
  - 森田思軒『懐旧』（1892年）
  - 森田思軒『死刑前の六時間』（1896年）
- ジュール・ヴェルヌ
  - 森田思軒『大東号航海日記』（1888年）
- アルフォンス・ドーデ
  - 森鷗外『政治を憎む文』（1891年）
- ギ・ド・モーパッサン
  - 国木田独歩『糸くづ』（1898年）
- ゲーテ（ヨハン・ヴォルフガング・フォン・ゲーテ）
  - 鍾礼舎『のばら』（1890年）
- ハインリヒ・ハイネ
  - 森鷗外『あまをとめ』（1889年）
- フリードリヒ・フォン・シラー
  - 可行生『希望』（1889年）
  - 自適・指月『マリア、スチュアルト』（1896年）
- フレンツェル
  - 森鷗外『女丈夫』（1892年）
- レフ・トルストイ
  - 内田魯庵『悽涙』（1893年）
  - 小西増太郎『靴師』（1894年）
  - 小西増太郎・尾崎紅葉『名曲クレーツェロワ』（1895年）
  - 小西増太郎『スレトの珈琲店』（1896年）
- イワン・ツルゲーネフ
  - 竹村智童『時計』（1897年）
  - 二葉亭四迷『猶太人』（1898年）
- フョードル・ドストエフスキー
  - 内田魯庵『損辱』（1894年）

などの翻訳作品が掲載された。
なお、のちに日本民俗学の祖といわれる柳田國男も第一高等学校（入学時は第一高等中学校）在学中にはさかんに文学の創作作品を『国民之友』誌に投稿したひとりであった。
文学論争では、森鷗外のドイツ三部作（『舞姫』、『うたかたの記』、『文づかひ』）をめぐる鷗外と石橋忍月の論争が『国民之友』誌に掲載された。日本における最初の本格的な近代文学論争といわれる。また、『国民之友』125号に掲載された蘇峰の評論「非恋愛」に対しては、巌本善治が『女学雑誌』に「非恋愛を非とす」と題する反論を書いている。